# 기갑군
기갑군(機甲軍 기코군[*])은 만주 쓰핑시에 잠시동안 있었던 일본 제국 육군의 기갑군이었다.

## 역사
1942년 7월 4일, 대륙명 제655호에 따라 편성되어 만주 동쪽 국경의 방위를 책임질 전차부대와 교육, 병력, 기재 보충 및 보급임무를 수행하는 조직으로서 관동군에 배속되었다. 상황에 따라 예하 전차사단은 제1방면군의 작전통제를 받도록 되어있었다. 이듬해 1943년 10월 30일에 대륙명 제881호에 따라 기갑군은 폐지되었다. 

## 조직

### 지휘부
- 사령관: 중장 요시다 신, 1942년 6월 26일 ~ 1943년 10월 15일
- 참모장: 소장 데라다 마사오, 1942년 6월 28일 ~ 1943년 10월 15일
- 고급참모: 대좌 후쿠야마
- 작전참모: 중좌
- 참모: 소좌

### 부대
- 전차 제1사단
  - 전차 제1여단
    - 전차 제1연대
    - 전차 제5연대

  - 전차 제2여단
    - 전차 제3연대
    - 전차 제9연대
- 전차 제2사단
  - 전차 제3여단
    - 전차 제6연대
    - 전차 제7연대

  - 전차 제4여단
    - 전차 제10연대
    - 전차 제11연대
- 교도전차여단
  - 전차 제23연대
  - 전차 제24연대

## 같이 보기
- 일본 제국 육군의 군 목록

## 참고
- Jowett, Bernard (1999). 《The Japanese Army 1931-45 (Volume 2, 1942-45)》 (영어). Osprey Publishing. ISBN 1-84176-354-3.
- Madej, Victor (1981). 《Japanese Armed Forces Order of Battle, 1937-1945》 (영어). Game Publishing Company. ASIN B000L4CYWW.
- 秦郁彦 (2005년 8월 1일). 《日本陸海軍総合事典》 (일본어) 2판. 도쿄 대학 출판회. ISBN 4130301357.
- 外山操; 森松俊夫編著 (1987). 《帝国陸軍編制総覧》 (일본어). 芙蓉書房出版.